# 千葉ットマン
千葉ットマン（ちばットマン）は、アメリカンコミックの登場人物「バットマン」の仮装をして、映画『ダークナイト』に登場する「バットポッド」に似た改造トライクで日本の公道を走行する、主に千葉県で目撃される男性である。
この名前は、自称や公式名称ではなく「千葉のバットマン」に由来する愛称・通称である。

## 略歴
神奈川県横浜市出身。高校時代からのバイク好きで、『バットマン』や『スター・ウォーズ』シリーズをきっかけに、映画やコスプレも愛好するようになる。2007年頃に仕事の都合で千葉市に移住してからもコスプレを続けていたところ、いつしか仲間内で「千葉ットマン」と呼ばれるようになる。
2011年の東日本大震災で人々の沈んだ顔を見て、「人々に笑顔になって欲しい」と震災の翌日からストームトルーパーやバットマンの姿で公道を走行する活動を始めた。この前後に海外製のトライクを自費で購入し、4〜5ヶ月かけて「バットポッド」に似せる改造を自ら施した。
2014年8月24日にタレントのちはるが、高速道路を走行する千葉ットマンの動画をFacebookに投稿したのを皮切りに、Twitterなどのソーシャルメディア上で話題となる。日本国内での知名度が上がるにつれて、英国放送協会（BBC）・ロイター・ウォール・ストリート・ジャーナル・デイリー・テレグラフ・オーストラリア放送協会・『TIME（電子版）』など、多くの海外メディアに「Chibatman」として報道された。
本名などは公表していないが、2014年8月28日放送の『グッド!モーニング』（テレビ朝日）のインタビューでは、当時41歳の男性会社員との身分を明かして自宅や素顔を見せた。なお、通行人から写真を撮られたり挨拶されるのは歓迎と公言しているが、専ら路上を走行する活動のみで、本人によれば2014年に受けた取材は約10件に対し断った取材は100件以上という具合に雑誌掲載やテレビ出演の申し出は極力断っている。そのため、一般に報道等ではゆるキャラやローカルヒーローといった位置付けはされていない。
関東地方には彼以外にもバットマンの仮装をする人物がいて、千葉ットマンが話題になり始めた頃に「千葉ットマンは自分ではなく知り合い」と説明する男性が現れたり、iPhone 6発売日の2014年9月16日に「都内のApple Store前で行列に並ぶ千葉ットマンを見た」との噂に対して、千葉ットマン本人が否定したりと、別の人物と混同されることがある。
2014年10月、翌2015年3月1日の千葉日報社主催「千葉県民マラソン」にて、千葉ットマンがハーフマラソンの先導役を務めると報じられたが、千葉県警察が興奮した観衆による不測の事態について懸念を示したため、先導ではなくデモ走行と先導車両への同乗に変更され、千葉県民マラソン当日実際にデモ走行をおこなった。
2015年1月12日に千葉市で催された成人式式典に正式なゲストとして登場し、ネット上で話題となった。
2015年8月22・23日に九段坂にて開催された「ハリウッド・コレクターズ・コンベンション」に於いて、映画『バック・トゥ・ザ・フューチャー』に登場する自動車型タイムマシン「デロリアン」のレプリカ車両に試乗、シネマトゥデイに対しデロリアンへの憧れと試乗できたことへの喜びを語った。

## 法律上の懸念について

### 交通法規
仮装をしてヘルメットを着用せずに、脚を後方に伸ばした姿勢で公道を走行する千葉ットマンに対して、道路交通法違反を心配する声があったが、2014年8月27日付でこの話題を採り上げた「弁護士ドットコム」の弁護士は、トライクは普通自動車扱いなのでヘルメットの着用義務はなく、同法には運転者の服装規制もないので仮装も問題ない（ナンバープレートも装着しているので車両にも問題ない）とした上で、解釈によっては千葉県道路交通法施行細則に抵触する可能性や、あまりに目立つので些細な道交法違反で検挙される可能性を指摘した。
2014年8月28日付「東京スポーツ」は、先述のちはるによる話として「隣の車線を走る彼をよく見ようと自分と同じ車線の車が速度を急に変えるので危険を感じた」とし、「関係各所への取材」では再現度の高い衣装の中でもとりわけ長いマントは姿勢によっては後輪に巻き込んで事故に繋がるおそれがあるので道交法第70条「安全運転義務」違反となる可能性や、マントによってナンバープレートが見えにくければ道路運送車両法違反にあたるとの見方もある、と報じた。
2014年9月初旬、千葉ットマンである男性に対し千葉県警察が出頭を要請した。これについて同月8日放送のフジテレビジョン「FNNスーパーニュース」は「道路運送車両法や道路交通法に抵触しないか確認のため事情聴取を行ったもので、男性が当日バットマンの衣装や車両を持参しなかったので後日男性宅を調べる予定」と報じたが、男性本人が同日付シネマトゥデイに語ったところでは「取調室のような部屋」で警察官と車両の修正点や注意事項などを話したが雰囲気は和やかで、男性が世間を騒がせたことを謝罪すると警察官は彼には全く問題ないと応じたという。9月19日付千葉日報によれば、この際は搭乗するトライクについて前方のとがった部分の修正と前輪への泥除け追加を指導され、同紙の取材時には整備を完了していた。また、上述の「長いマント」も磁石で車体に固定している。
2017年現在も時折目撃情報がSNS等で投稿されているが、現在はマントは外して走行している。

### 著作権・商標権
2014年9月13日付「JIJICO」は、DCコミックスの著作物・各種商標たる「バットマン」の衣装を着た千葉ットマンが公の活動をすれば著作権侵害、彼が自身のキャラクター商品を販売したり仮装のままサービス業務を行えば商標権侵害といった法的問題となるおそれがあり、報道に注目されるほどその危険は高まるとの弁理士の見解を掲載した。